# Eugen Bejinariu
Eugen Bejinariu (né le 28 janvier 1959 à Suceava) est un économiste et homme d'État roumain. Il est Premier ministre par intérim de la Roumanie du 21 au 28 décembre 2004.

## Biographie
Il fait des études au collège national de défense puis à l'académie d'études économiques et commerciales de Bucarest avec spécialisation en vente et management. Il fait l'école militaire d'officiers dans le département  finance. De 1981 à 1998 il est officier d'active au ministère de la défense. 
De 1998 à 2000 il est directeur économique au parquet militaire de la Cour suprême.
De 2001 à 2003 il est directeur général  à l'administration centrale du patrimoine d'état. De 2003 à 2004 il est ministre coordinateur au secrétariat général du gouvernement. Après une semaine comme premier ministre par intérim en décembre 2004, il est élu député au parlement roumain de 2004 à 2012.
Eugen Bejinariu est membre du conseil national du PSD. Il exerce à titre civil les professions d'économiste et d'expert comptable. Il est décoré de l'Ordre de l'Étoile de Roumanie dans la classe de chevalier.